# سورپ آچ وانک
سورپ آچ وانک (ارمنی: եկեղեցի؛ انگلیسی: Surp Aj Vank) یک کلیسا متعلق به کلیسای حواری ارمنی واقع در شهر هرازدان، استان کوتایک ارمنستان می‌باشد. ساخت و ساز این ساختمان در سده‌های ۱۰–۱۴ام میلادی؛ به پایان رسید. این بنا به سبک معماری ارمنی طراحی شده است.

## نگارخانه

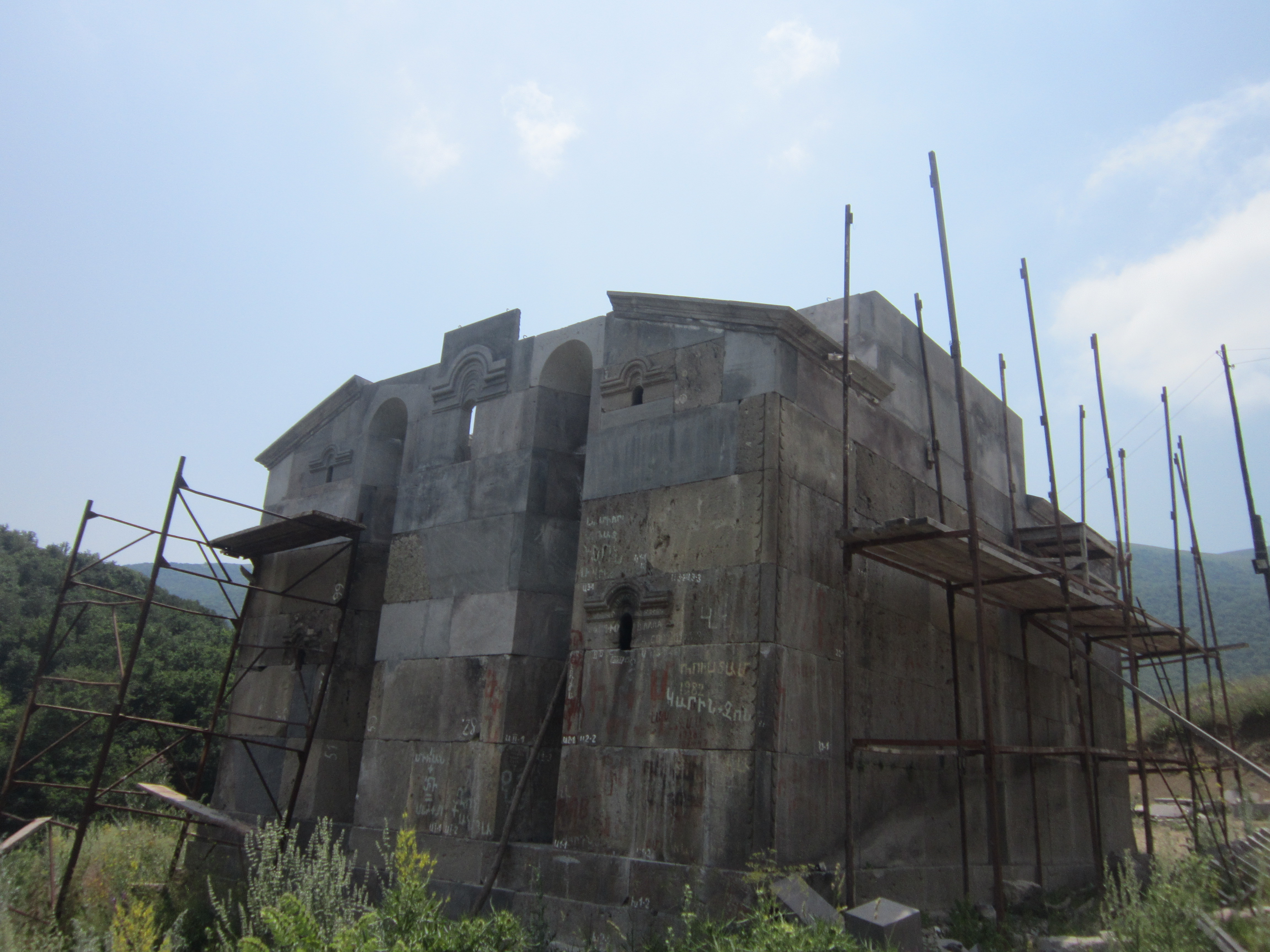
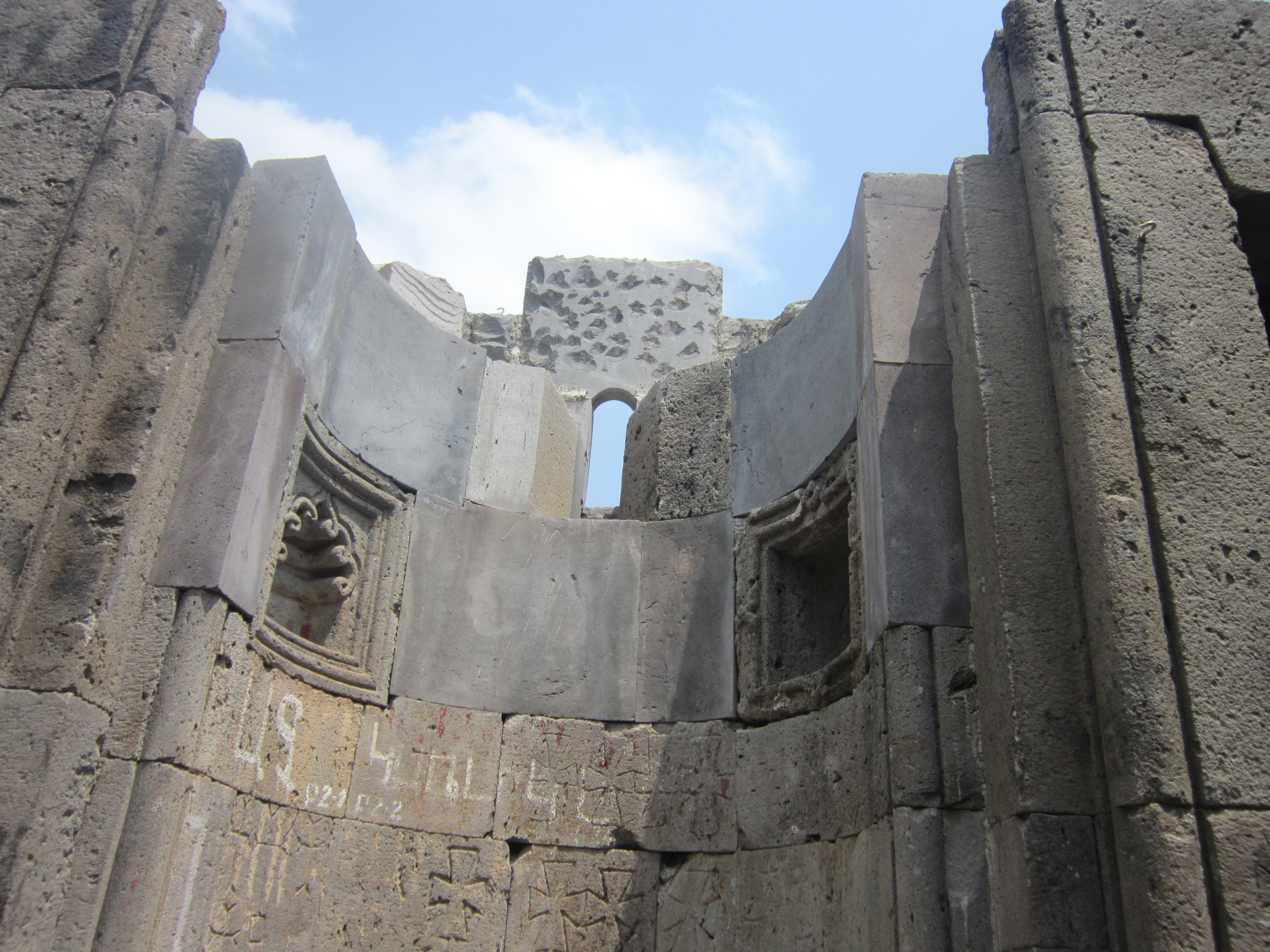
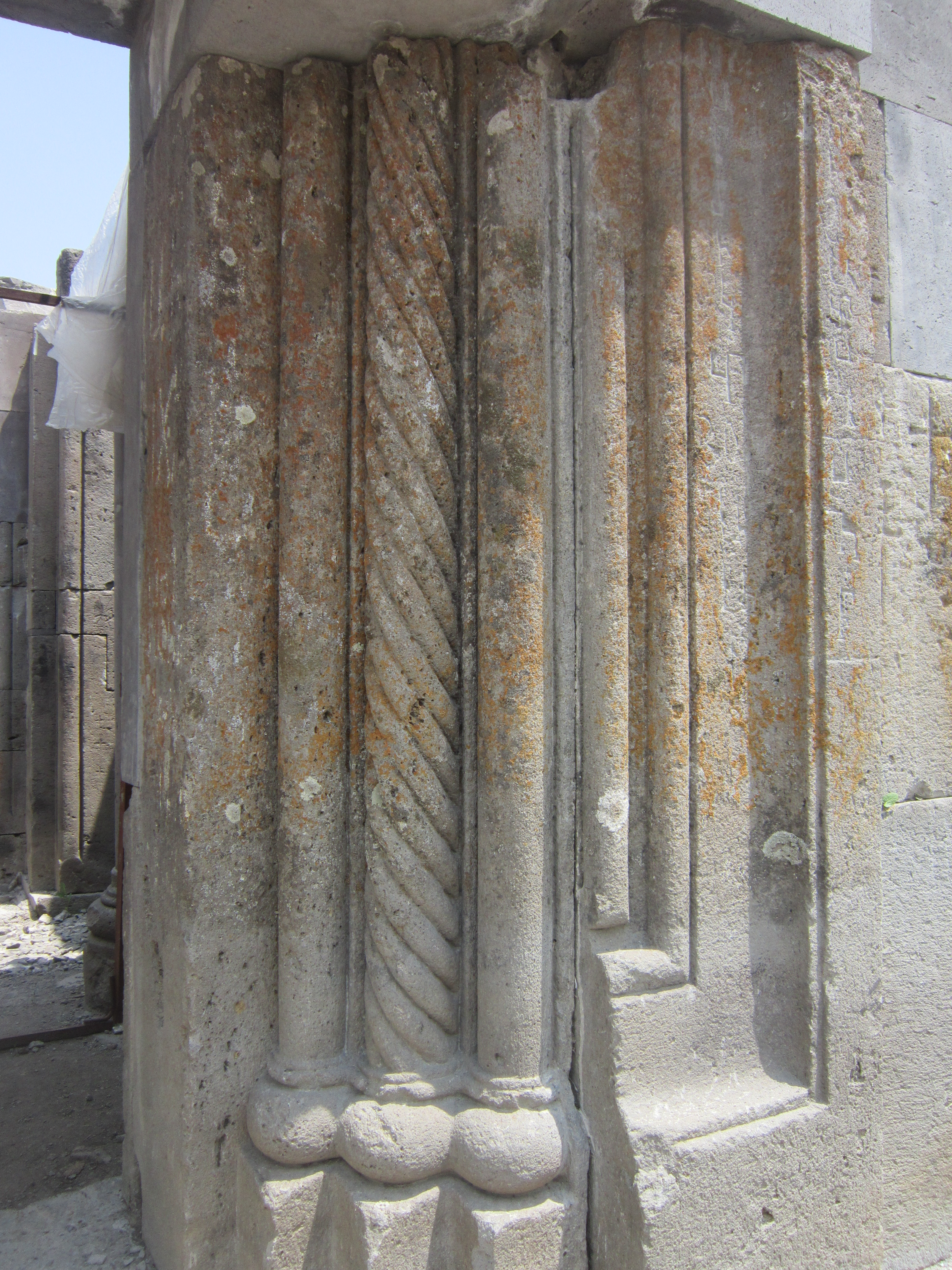
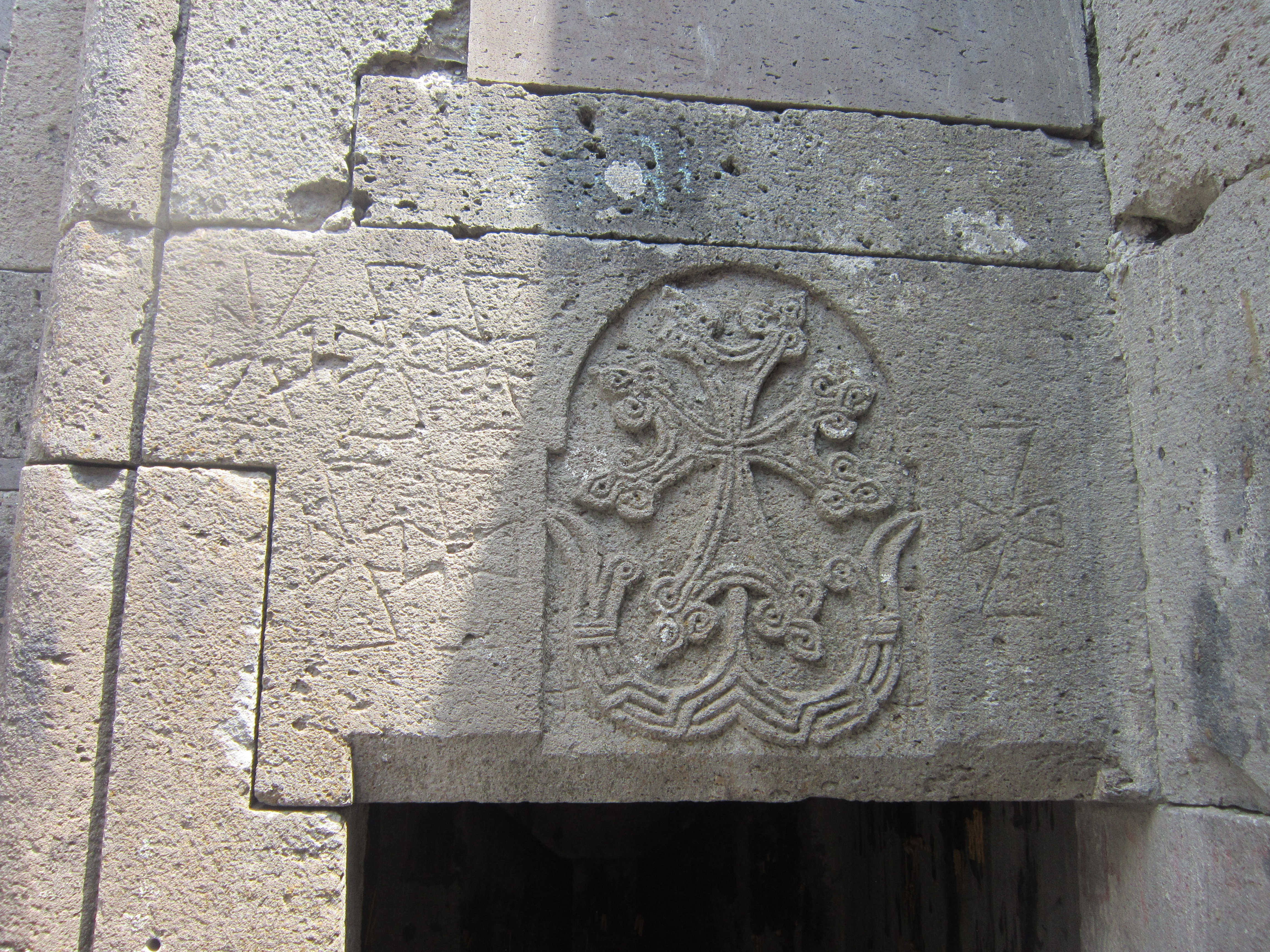
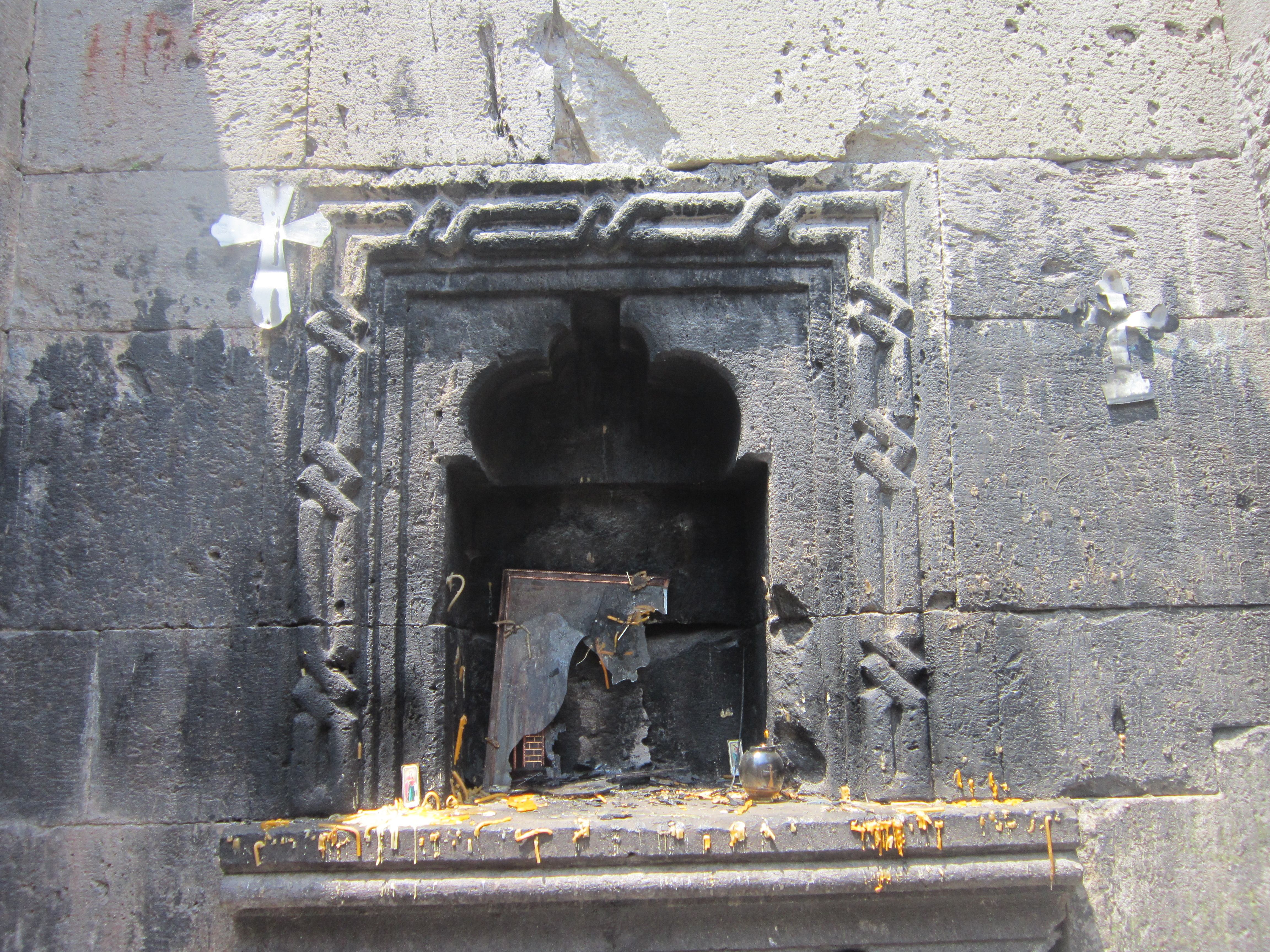
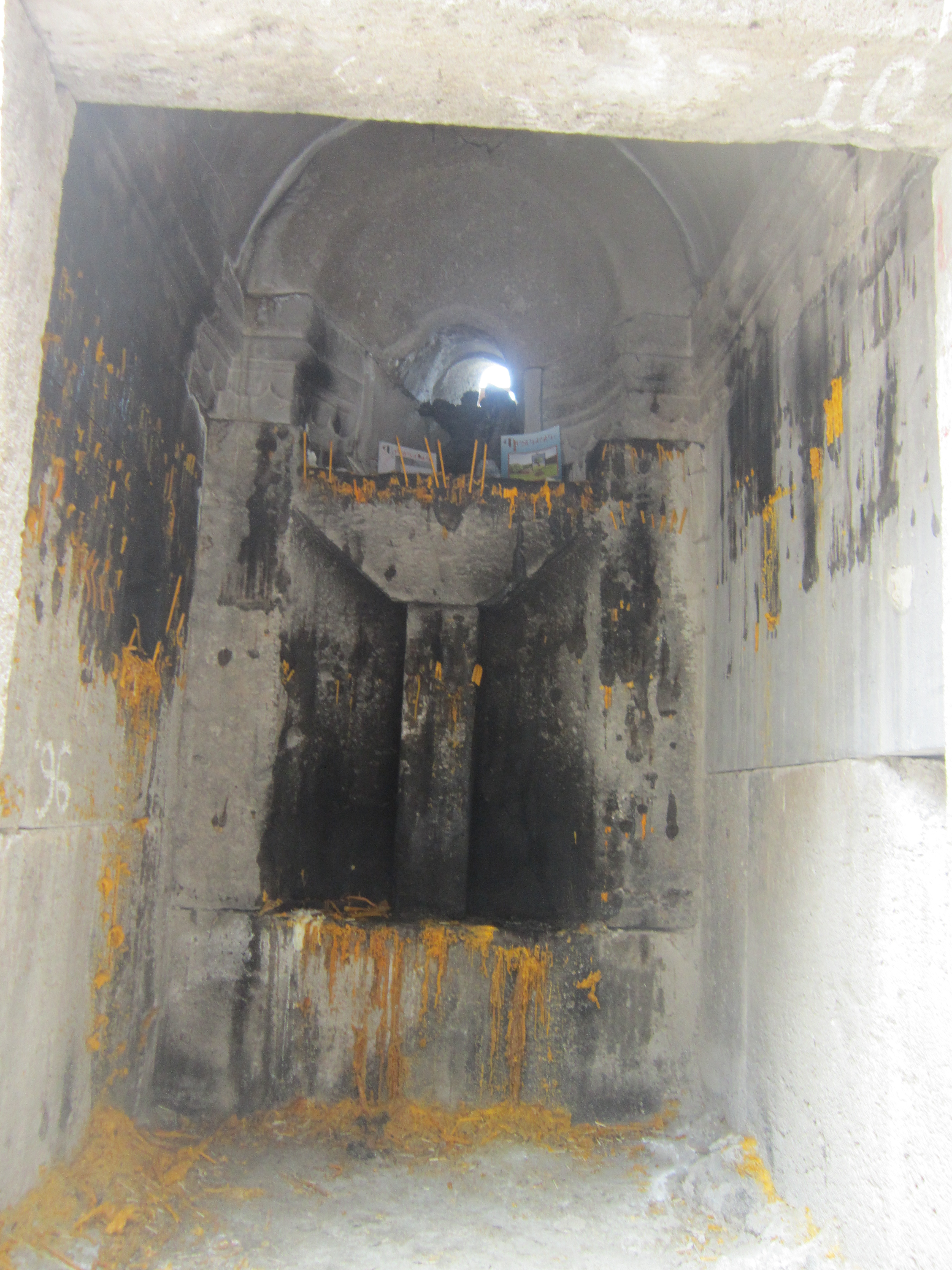
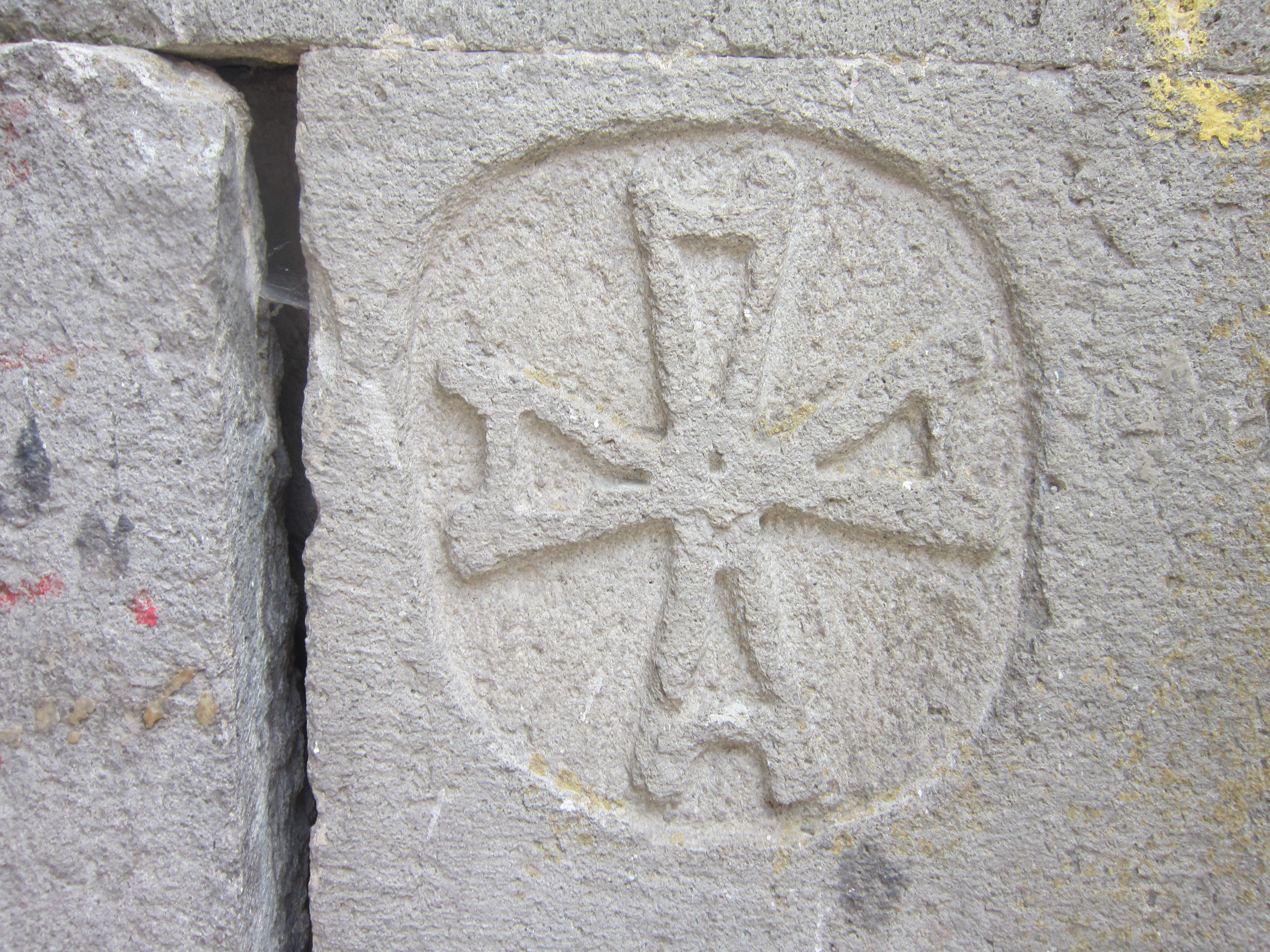
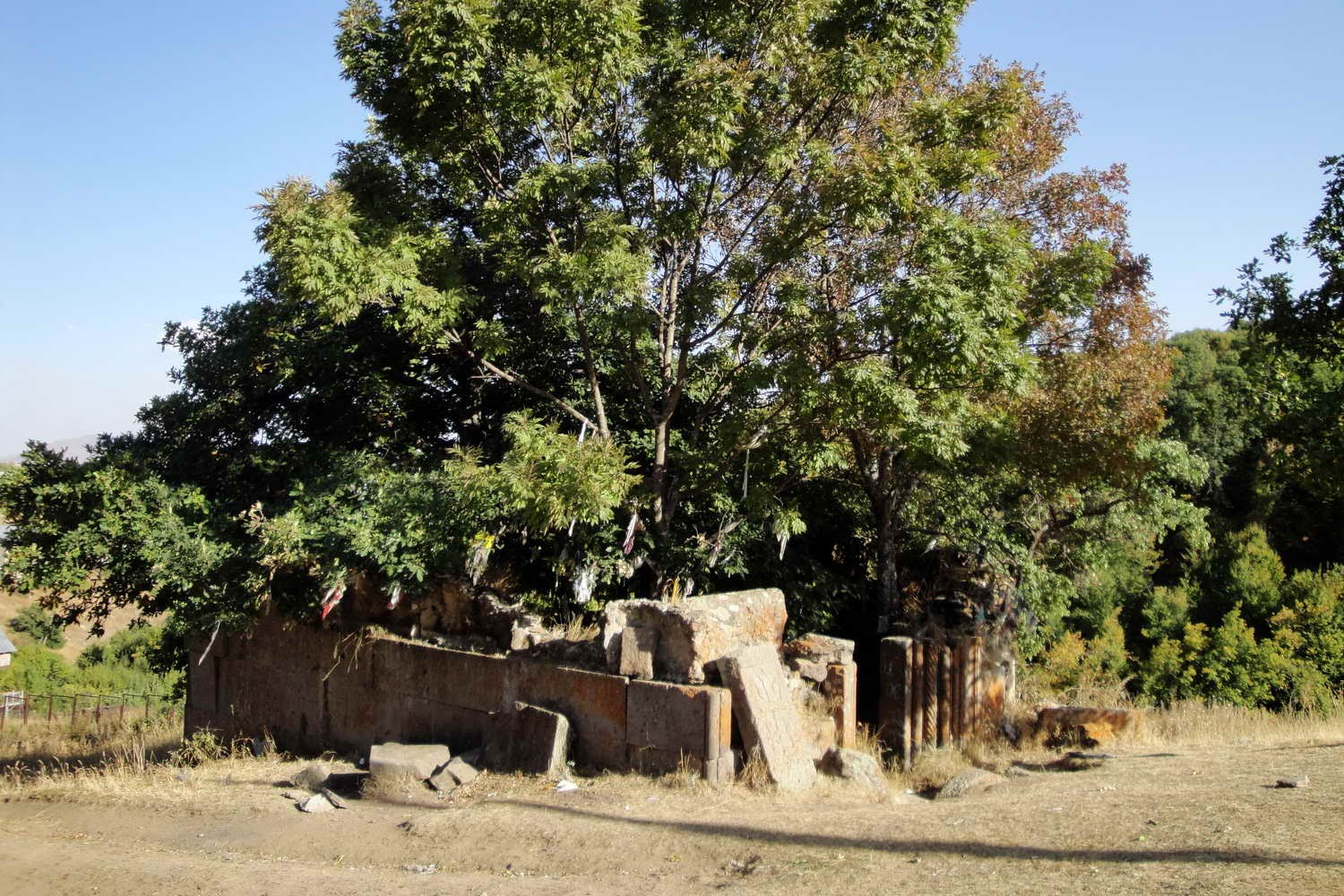